# 1991 v loďstvech
Tento článek obsahuje významné události v oblasti loďstev v roce 1991.

## Lodě vstoupivší do služby
- 15. ledna –  Chimera (F556) – korveta třídy Minerva

- 26. ledna –  USS Scranton (SSN-756) – ponorka třídy Los Angeles[1]

- 8. března –  ORP Poznań (824) – výsadková loď třídy Lublin

- 18. března –  Sindhuvijay (S62 – ponorka třídy Sindhughosh[2]

- 2. dubna –  Jacequai (V 31) – korveta třídy Inhaúma

- 4. dubna –  INS Suvarna (P 52) – hlídková loď třídy Sukanya

- 10. dubna –  INS Sarayu (P 54) – hlídková loď třídy Sukanya

- 7. května –  Uthaug (S304) – ponorka třídy Ula[3]

- 16. května –  Sibilla (F558) – korveta třídy Minerva

- 24. května –  ORP Toruń (825) – výsadková loď třídy Lublin

- 30. května –  HMS Argyll (F231) – fregata Typu 23 Norfolk

- 29. června –  USS Alexandria (SSN-757) – ponorka třídy Los Angeles[4]

- 14. června –  HMS Marlborough (F233) – fregata Typu 23 Norfolk

- 1. července –  Thetis (F357) – fregata stejnojmenné třídy

- 4. července –  USS Arleigh Burke (DDG-51) – torpédoborec stejnojmenné třídy[5]

- 4. července –  USS Kentucky (SSBN-737) – ponorka třídy Ohio[6]

- 13. července –  USS Maryland (SSBN-738) – ponorka třídy Ohio[7]

- 1. září –  Jean Bart (D 615) – torpédoborec třídy Cassard

- 7. září –  Driadne (F555) – korveta třídy Minerva

- 11. září –  Fenice (F557) – korveta třídy Minerva

- 28. září –  USS Asheville (SSN-758) – ponorka třídy Los Angeles[8]

- 12. října –  HMS Triumph (S93) – ponorka třídy Trafalgar

- 14. listopadu –  Utstein (S302) – ponorka třídy Ula[3]

- 2. prosince –  Triton (F358) – fregata třídy Thetis